# Tommaso Cerno
Tommaso Cerno (Udine, 28 gennaio 1975) è un giornalista e politico italiano, direttore del quotidiano Il Tempo.
È stato senatore della Repubblica dal 23 marzo 2018 al 12 ottobre 2022 eletto col Partito Democratico.

## Biografia
Nato a Udine, vive a Roma; è originario di una famiglia slovena delle Valli del Torre e lontano parente di Guglielmo Cerno, noto operatore culturale della Slavia friulana.
È stato dirigente nazionale dell'Arcigay e fra i promotori del Gay Pride di Venezia.
Alle elezioni amministrative del 1995 si candida al consiglio comunale di Udine, nelle liste di Alleanza Nazionale a sostegno del candidato sindaco di centro-destra Silvana Olivotto, al fine di intitolare il teatro della città a Pier Paolo Pasolini, risultando tuttavia non eletto. Successivamente diventa assistente del vicesindaco di Udine Andrea Montich (PDS) e lavora, durante il governo Amato II, come addetto stampa del sottosegretario di Stato al Ministero dell'Industria, del Commercio e dell'Artigianato Mauro Fabris (UDEUR).

### Attività giornalistica
Giornalista professionista dal settembre 2004, lavora al Messaggero Veneto - Giornale del Friuli fino al 2009. Quell'anno passa al settimanale l'Espresso, fino al 2014, dove diventa vice-caporedattore dell'area Attualità.
Ha svolto inchieste sui diritti civili e le discriminazioni in Italia, sui movimenti No TAV e quella sulla vulnerabilità dell'aeroporto di Fiumicino. Da opinionista è ospite di trasmissioni TV sulle reti Rai, Mediaset, LA7 e Sky. Nell'ottobre 2014 torna, come direttore, al Messaggero Veneto. Conduce nel 2015 il programma D-Day - I giorni decisivi su Rai 3, un approfondimento in quattro puntate sulla seconda guerra mondiale.

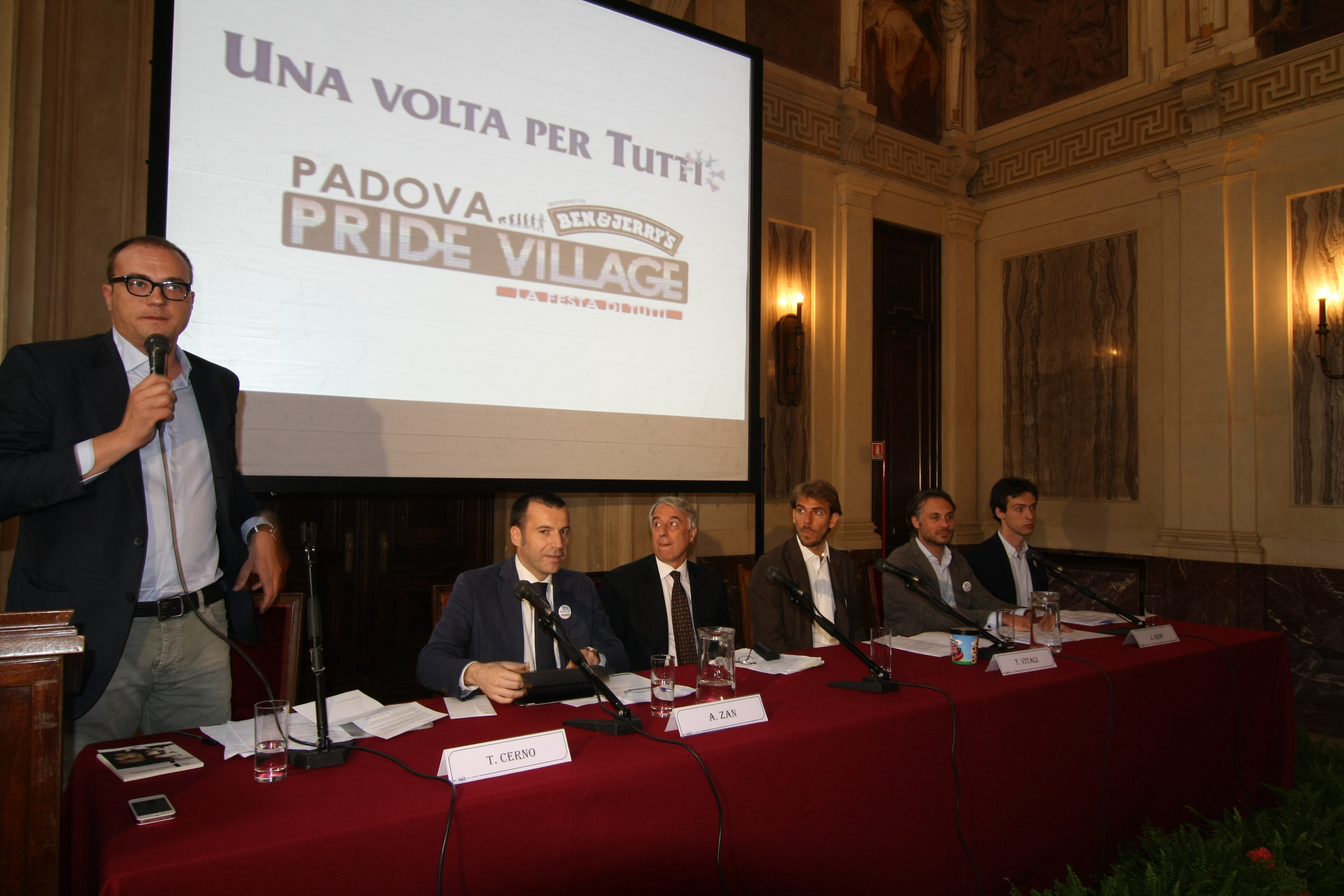
Cerno (primo da sinistra) a palazzo Marino di Milano per un'iniziativa a favore delle unioni civili nel 2012.

A luglio 2016 viene annunciata la sua nomina a direttore del settimanale l'Espresso, subentrando a Luigi Vicinanza il 29 luglio. Il 25 ottobre 2017 diventa condirettore del quotidiano la Repubblica, sempre del GEDI Gruppo Editoriale, venendo sostituito da Marco Damilano all'Espresso. Tre mesi più tardi si mette in aspettativa dal quotidiano, da cui poi si dimette, per candidarsi alle elezioni politiche del 2018.
A settembre 2022 diventa direttore del quotidiano L'Identità, incarico che lascia il 1º marzo 2024 per diventare direttore de Il Tempo.

### Saggista e scrittore
Con Antonello Caporale, allora giornalista de la Repubblica, aveva collaborato al saggio Impuniti. Storia di un sistema incapace, sprecone e felice (Baldini Castoldi Dalai editore, 2007). Ha pubblicato il romanzo Affa Taffa (Mimesis, 2010), che è stato tradotto nel 2014 anche in lingua friulana assieme al friulanista Paolo Cerno e il saggio L'ingorgo (Ribis, 2008), dedicato alla storia dell'autonomia della sua regione, dalla fondazione all'elezione dell'ex presidente Riccardo Illy. Ha collaborato all'instant-book dell'eurodeputata del Partito Democratico Debora Serracchiani, Il coraggio che manca (BUR, 2009).
Ha pubblicato Inferno - La Commedia del potere (Rizzoli, 2013), una riscrittura dell'Inferno di Dante in terzine di endecasillabi, come quello dantesco, ma con protagonisti i personaggi politici e non della Seconda Repubblica e il saggio A noi! - Cosa ci resta del fascismo nell'epoca di Berlusconi, Grillo e Renzi (Rizzoli, 2015).

### Attività politica
Il 26 gennaio 2018, in vista delle elezioni politiche, annuncia su Twitter la sua candidatura al Senato della Repubblica per il Partito Democratico (PD), venendo candidato nel collegio uninominale Lombardia - 01 (Milano Centro), sostenuto dalla coalizione di centro-sinistra, risultando eletto senatore col 41,26% dei voti e superando i candidati del centro-destra Luigi Pagliuca (36,42%) e del Movimento 5 Stelle Giovanni Tacchini Velerio (14,4%).
A dicembre del 2018 presenta, assieme a Gianni Pittella, il disegno di legge Rifiuto di trattamenti sanitari e liceità dell'eutanasia, che obbliga il medico e i sanitari a praticare l'eutanasia in presenza di una generica manifestazione di volontà da parte del paziente, rendendo inapplicabili nei loro confronti le relative disposizioni del codice penale. Non è menzionato il diritto all'obiezione di coscienza. L'obbligo della forma scritta con autenticazione di firma da parte dell'ufficiale di anagrafe, a pena di inammissibilità, sussiste solamente nel caso di sopravvenuta incapacità, di intendere e volere o manifestare la propria volontà. Il trattamento di eutanasia è subordinato al rispetto di 7 requisiti, che vengono autodichiarati dal medico e dal dirigente sanitario della struttura che lo eseguono: la norma non qualifica tale atto scritto come certificazione o autocertificazione sostitutiva di atto notorio, ma parla più generalmente di attestazione e conferma.
Il 18 febbraio 2020 annuncia inizialmente la sua adesione ad Italia Viva di Matteo Renzi, ma successivamente cambia idea e il 26 febbraio passa direttamente al gruppo misto del Senato.
Nel 2021, dopo aver annunciato il suo voto a favore della fiducia al governo Conte II, rientra nel PD. Nel corso dell'anno si distingue per alcune prese di posizione contro il ddl per combattere l'omotransfobia, presentato dal collega di partito Alessandro Zan, astenendosi sul non passaggio agli articoli (la cosiddetta tagliola) richiesta da Lega e Fratelli d'Italia atto a interrompere l'iter di approvazione della legge, nonostante fosse l'unico gay dichiarato tra i senatori del centro-sinistra.

## Vita privata
Nel dicembre 2022 si unisce civilmente con Stefano Balloch, politico di Fratelli d'Italia e sindaco di Cividale del Friuli dal 2010 al 2020.

## Televisione

### Conduttore
- D-Day - I giorni decisivi (Rai 3, 2015)[13]

## Opere
- L'ingorgo. Da Berzanti a Biasutti. Da Ceccotti e Tondo all'era di Illy. Padri, padrini e padroni della Regione autonoma Friuli Venezia Giulia, Udine, Ribis, 2008, ISBN 978-88-744-5047-3.
- Affa Taffa, Milano, Mimesis Edizioni, 2010, ISBN 978-88-575-0085-0.
- T. Cerno-Emiliano Fittipaldi, La macchina del fango. Come funziona il sistema della disinformazione italiana, Milano, Feltrinelli Editore, 2011, ISBN 978-88-07172-17-5.
- Inferno. La Commedia del potere, Milano, Rizzoli, 2013, ISBN 978-88-170-6602-0.
- A noi! Cosa ci resta del fascismo nell'epoca di Berlusconi, Grillo e Renzi, Milano, Rizzoli, 2015, ISBN 978-88-170-7630-2.

## Premi e riconoscimenti
- Premio Provincia di Lucca al Cronista dell'anno 2009 per il caso Englaro (con Francesca Brunati e Bruno Sokolowicz), a cura dell'Unione nazionale cronisti italiani.[28][29]
- Premio Pino Zac 2013 per la Satira di Forte dei Marmi[30].
- Premio giornalistico "Il giogo" di Montagnano (AR) in Toscana.
- Premio Cavallini 2013 ideato da Vittorio Sgarbi a Pordenone[31].
- Premio internazionale Ennio Flaiano 2015 per la televisione per il programma D-Day - I giorni decisivi[32].
- "Premio Cimitile 2016 per il miglior saggio italiano" per A noi![33]